# Poa keckii
Poa keckii är en gräsart som beskrevs av Robert John Soreng. Poa keckii ingår i släktet gröen, och familjen gräs. Inga underarter finns listade i Catalogue of Life.